# RTL 102.5
RTL 102.5 (Pseudonimo di Radio Trasmissioni Lombarde) è un'emittente radiofonica nazionale privata italiana.
La radio utilizza il formato hit radio, un format che prevede, per quanto concerne la programmazione musicale, solo ed esclusivamente la messa in onda di grandi successi, italiani e stranieri.
Il gruppo RTL 102.5 comprende anche la concessionaria di pubblicità Openspace e il canale televisivo RTL 102.5 TV, che da settembre 2007 ha lanciato la formula della radiovisione, ovvero la trasmissione in contemporanea sia in radio che in televisione della diretta radiofonica.

## Storia

Logo precedente di RTL 102.5

L'emittente inaugura le proprie trasmissioni nel 1975 nella sede di Arcene, in provincia di Bergamo, con il nome Radio Trasmissioni Lombarde, nel periodo della fine del monopolio di Stato sulle trasmissioni radiofoniche. Nel 1987 l'imprenditore Lorenzo Suraci la acquisisce con l'intento di farne un mezzo per pubblicizzare la discoteca "Capriccio" ad Arcene, vicino alla quale si trovavano gli studi di trasmissione e l'antenna per la diffusione del segnale. In breve tempo il segnale della radio viene esteso a tutto il nord Italia, per poi sperimentare l'idea dell'isofrequenza nazionale: la sua copertura si amplierà infatti in tutta Italia solamente sulla frequenza 102.5 MHz. Nel 1990 RTL 102.5 diventa una delle principali stazioni radiofoniche. È anche stata la prima radio privata italiana a creare una propria redazione giornalistica, diretta da Luigi Tornari. Per via della copertura a livello nazionale, Radio Trasmissioni Lombarde cambia nome in RTL 102.5 nel 1988, con il nome che perde il significato dato dall'acronimo.
La sede principale viene spostata nel 1997 da Arcene a Cologno Monzese, in viale Piemonte, a pochi passi dalla sede centrale di Mediaset, e in seguito viene ampliata nel 2004, sviluppandosi su oltre 3000 m², ed è la prima struttura in Europa ad essere stata creata "a misura di radio", in cui ruota attorno allo studio da cui vengono emessi i programmi.
La sede di Roma è ubicata in via Virginio Orsini, nel rione Prati, vicino a Piazza del Popolo, in un palazzo che ospita la redazione romana e le sale di registrazione; da essa vanno in onda alcuni programmi come No problem - W l'Italia e Chi c'è c'è, chi non c'è non parla. Un tempo andavano in onda da Roma anche The Flight, Suite 102.5 e Onorevole DJ. Nel 2010 è diventata la prima radio nazionale privata italiana ad aver acquisito i diritti per trasmettere le partite dei mondiali di calcio in Sudafrica, attività ripetutasi anche nel 2014 in occasione di quelli in Brasile; in entrambi i casi le partite sono state commentate dalla Gialappa's Band ad eccezione di quelle dell'Italia, per le quali la radiocronaca era affidata a Paolo Pacchioni. Nel 2021 in occasione di Euro 2020 la radio trasmette il programma "Noi Dire Gol" con Paolo Pacchioni, Andrea Salvati, Sara Calogiuri, Jennifer Pressman, Emanuele Carocci e Massimo Galanto.

### Tecnologie di trasmissione

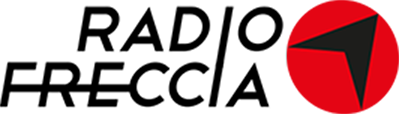
Logo di Radio Freccia

RTL 102.5 è una delle prime radio in Italia ad aver iniziato a trasmettere, oltre che in FM, anche con tecnologia DAB+; è stata anche una delle prime radio italiane a supportare la tecnologia DMB.
Oltre alla trasmissione in DAB+, RTL 102.5 offre gratuitamente ai propri ascoltatori un servizio di Traffic Message Channel (TMC), integrato nel canale radio FM, usato per la trasmissione in tempo reale di informazioni sul traffico e condizioni atmosferiche.
Sulle frequenze digitali di RTL 102.5 è trasmesso in forma sperimentale anche il servizio Transport Protocol Experts Group (TPEG), l'erede del TMC. Il TPEG, oltre a trasmettere dati traffico, trasporta informazioni aggiuntive: parcheggi, orari dei treni, orari dei voli, informazioni turistiche, ecc.
Con tecnologia DAB+ e il satellite Eutelsat Hot Bird 13° est, in tecnica digitale, a RTL 102.5 si affiancavano altri sette canali radio tematici: 
- RTL 102.5 Classic
- RTL 102.5 Italian Style
- RTL 102.5 Groove
- RTL 102.5 Cool (anche sul Digitale Terrestre alla LCN 736 al posto di RTL 102.5 dal 2012 al 2013)
- RTL 102.5 Rock
- RTL 102.5 Radio Guardia Costiera (in collaborazione con il Corpo delle capitanerie di porto italiane)
- ViaRadio Digital (in collaborazione con Autostrade per l'Italia)

Da luglio 2015 le radio tematiche hanno cambiato nomi e sono diventate:
- RTL Best
- RTL L'Italiana
- RTL Groove
- RTL Lounge
- RTL Rock
- RTL Radio Guardia Costiera
- RTL ViaRadio Digital

Dal 23 ottobre 2015, RTL L'italiana (sul DAB+) torna a chiamarsi RTL 102.5 Italian Style e, al suo posto, in FM nasce Radio Zeta L'Italiana, già Radio Zeta, storica radio locale regionale della provincia di Bergamo acquisita dal 2015. In seguito, RTL 102.5 Italian Style ha interrotto le trasmissioni ed è stata sostituita da Radio Test (che ritrasmette Radio Zeta L'Italiana, emittente che dal 5 maggio 2017 torna a chiamarsi col nome originale Radio Zeta).
Dal 26 ottobre 2016 RTL Rock ha cambiato nome in Radiofreccia, iniziando a trasmettere anche in FM oltre al digitale, dopo aver acquisito alcune frequenze appartenute a radio locali, nonché parte di quelle di Radio Zeta L'italiana (poi Radio Zeta), mentre dal 25 maggio 2017 le frequenze rimaste di Radio Padania Libera (con copertura del Nord Italia) sono state cedute a RTL 102.5. La stazione radiofonica della Lega Nord ha conseguentemente terminato in maniera definitiva la sua presenza in FM (eccezion fatta per qualche impianto minore in Lombardia), rimanendo attiva solo in digitale.
Il 12 gennaio 2018 RTL Groove ha cessato le trasmissioni.
Dal 14 febbraio 2018 RTL Lounge cambia denominazione in RTL Romeo & Juliet come conseguenza della fusione di Radio Romeo And Juliet con la stessa RTL Lounge; la programmazione della radio è esclusivamente musicale con brani dai toni morbidi. Lo slogan della stazione radiofonica è The Radio of Love. Da gennaio 2024, l'emittente in questione assume la denominazione Radio Romeo And Juliet, scomparendo definitivamente dal DAB+, e contestualmente non fa più parte del Digital Space di RTL 102.5.
Il 6 aprile 2018 nasce RTL Bro&Sis, canale radiofonico dedicato alla musica hip-hop e trap.
Dal 14 marzo 2019 è tornata in onda RTL 102.5 Groove (chiusa nuovamente il 24 giugno 2020) e si sono aggiunte due nuove radio: RTL 102.5 Doc e RTL 102.5 Rewind. Quest'ultima, inizialmente dedicata a riproporre materiale d'archivio di RTL 102.5 (interviste, concerti, iniziative), a partire dal 29 ottobre 2019 diventa una radio tematica specializzata sulla musica napoletana, curata in collaborazione con l'Università degli Studi "Suor Orsola Benincasa" di Napoli. Il 25 gennaio 2020 RTL 102.5 Rewind cambia nome in RTL 102.5 Napulè.
La composizione attuale delle radio tematiche di RTL 102.5 fruibili in DAB+, sul sito e su RTL 102.5 Play è, dunque, la seguente:
- RTL 102.5Logo di RTL 102.5

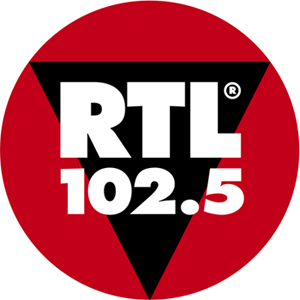
Logo di RTL 102.5

- RTL 102.5 Social TV (Immagine non disponibile)
- RTL 102.5 Disco (Immagine non disponibile)
- RTL 102.5 Traffic (Immagine non disponibile)
- RTL 102.5 Best (Immagine non disponibile)
- RTL 102.5 Napulè (Immagine non disponibile)
- RTL 102.5 Caliente (Immagine non disponibile)
- RTL 102.5 Bro&Sis[8] (Immagine non disponibile)
- RadioFrecciaLogo di Radio Freccia
- Radio ZetaLogo di Radio Zeta

Logo di Radio Zeta

I canali sono fruibili anche via streaming attraverso il sito web, l'app di RTL 102.5 per smartphone e tablet, e l'app Radioplayer Italia.
Dal 24 giugno 2020 nasce in streaming RTL 102.5 Play, nuova emittente del pacchetto Digital Space che trasmette il "dietro le quinte" dello studio di RTL 102.5 ripreso da una telecamera fissa posizionata all'interno dello studio stesso; contestualmente scompare da tutte le piattaforme RTL 102.5 Groove.
Da ottobre 2020 RTL 102.5 Play ha cambiato nome in RTL 102.5 Extra (dopo diventato RTL 102.5 Plus) in seguito RTL 102.5 Play è diventato il nome della app per smartphone e tablet della radio.
Dal 21 gennaio 2022, RTL 102.5 Radio Guardia Costiera cessa le trasmissioni in streaming. La collaborazione con il Corpo delle capitanerie di porto italiane prosegue in forma di rubrica all'interno di RTL 102.5 News.
Dal 2023 RTL 102.5 Plus chiude le trasmissioni e viene sostituito da RTL 102.5 Social TV, che ripropone RTL 102.5 in diretta verticale di RTL 102.5 per i social media.
Il 1º gennaio 2024 RTL 102.5 Romeo&Juliet cessò le trasmissioni, ed è stato sostituito da RTL 102.5 Music (il 20 gennaio diventato RTL 102.5 Caliente), emittente che trasmette musica latina e reggaeton.
Dal 2024 RTL 102.5 News termina le sue trasmissioni, ed è stato sostituito da RTL 102.5 Traffic, emittente che trasmette un mix di musica targata RTL 102.5 e i Viaradio.
Dal novembre 2024 RTL 102.5 Disco, dedicata interamente alla musica dance, subentra a RTL 102.5 Doc.

## Ascolti

### Ascoltatori nel giorno medio

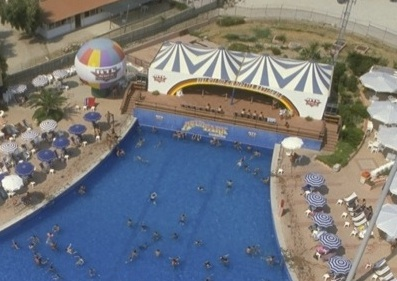
RTL 102.5 all'Aquapark di Zambrone (Vibo Valentia) nel 1995

| Anno | Giorno medio | Pos. private |
| ---- | ------------ | ------------ |
| 1991 | 957 000      | 4º           |
| 1992 | 1 298 000    | = 4º         |
| 1993 | 2 328 000    | 5º           |
| 1994 | 2 112 000    | = 5º         |
| 1995 | 3 493 000    | 3º           |
| 1996 | 3 835 000    | = 3º         |
| 1997 | 3 839 000    | = 3º         |
| 1998 | 4 161 000    | = 3º         |
| 1999 | 4 464 000    | = 3º         |
| 2000 | 4 619 000    | 2º           |
| 2001 | 4 398 000    | = 2º         |
| 2002 | 4 267 000    | = 2º         |
| 2003 | 4 248 000    | = 2º         |
| 2004 | 4 105 000    | 3º           |
| 2005 | 4 125 000    | = 3º         |
| 2006 | 4 907 000    | = 3º         |
| 2007 | 5 166 000    | 2º           |
| 2008 | 5 399 000    | 1º           |
| 2009 | 5 291 000    | 1º           |
| 2010 | 5 631 000    | 1º           |
| 2011 | 5 325 000    | 2º           |
| 2012 | 6 698 000    | 1º           |
| 2013 | 6 930 000    | 1º           |
| 2014 | 6 766 000    | 1º           |
| 2015 | 6 814 000    | 1º           |
| 2016 | 6 993 000    | 1º           |
| 2017 | 8 483 000    | 1º           |
| 2018 | 7 727 000    | 1º           |
| 2019 | 7 306 000    | 1º           |
| 2020 | 6 992 000    | 1º           |
| 2021 | 6 396 000    | 1º           |
| 2022 | 5 720 000    | 1º           |
| 2023 | 5 872 000    | 1º           |

## Programmi
- Autogol Supershow, domenica dalle 13 alle 15;
- Chi c'è c'è, chi non c'è non parla, sabato dalle 9 alle 11;
- Crazy club, dal martedì al venerdì notte dalle 3 alle 6;
- Giletti 102.5, in onda il venerdì dalle 8 alle 9;
- I nottambuli, dalla domenica al venerdì notte dalla mezzanotte alle tre;
- La discoteca nazionale, sabato notte dalla mezzanotte alle tre;
- La famiglia giù al nord, dal lunedì al venerdì dalle 9 alle 11;
- L'indignato speciale, domenica dalle 9 alle 11;
- Ma la notte no, venerdì, sabato e domenica notte dalle 3 alle 6;
- Mai visto alla radio, sabato e domenica dalle 15 alle 17;
- Miseria e nobiltà, dal lunedì al venerdì dalle 13 alle 15;
- No problem - W l'Italia, venerdì, sabato e domenica dalle 11 alle 13;
- Non Stop News, tutti i giorni dalle 6 alle 9;
- Password, dal lunedì al giovedì dalle 17 alle 19;
- Pop around the clock, dal venerdì alla domenica dalle 17 alle 19;
- Power Hits Parade, sabato dalle 13 alle 15;
- Protagonisti, dal lunedì al venerdì dalle 19 alle 21;
- Severgnini alle 8, sabato dalle 8 alle 9;
- Shaker, sabato e domenica dalle 19 alle 21;
- Suite 102.5, tutti i giorni dalle 21 a mezzanotte;
- The Flight, dal lunedì al venerdì dalle 15 alle 17;
- W l'Italia, dal lunedì al giovedì dalle 11 alle 13;
- '70 '80 '90 all'ora, il venerdì dalle 18 alle 19.

### Programmi non più in onda
- Hello Weekend, andato in onda fino al 21 luglio 2024 ogni sabato e domenica dalle 13 alle 15. Dal settembre dello stesso anno è stato sostituito al sabato dalla Power Hits Parade, e alla domenica dal programma Autogol Supershow;
- Nessun dorma, andato in onda fino al 24 luglio 2022 tutti i giorni dall'una alle 3 e domenica da mezzanotte alle 3. In seguito è stato sostituito dal programma "I nottambuli".
- Miseria e Nobiltà (Weekend), andato in onda fino al 18 settembre 2022 il sabato e domenica dalle 13 alle 15. È stato sostituito dal 24 settembre successivo dal programma "Hello Weekend".
- Generazione cervellini, andato in onda fino al 2022 il sabato dalle 21 alle 23 e domenica dalle 21 a mezzanotte.
- Onorevole DJ, andato in onda fino al 23 luglio 2021 dal lunedì al venerdì dalle 23 all'una. In seguito sostituito dal programma "I nottambuli".
- Non Stop News - Raccontami, andato in onda da marzo 2007 al 12 giugno 2020 ogni venerdì dalle 8 alle 9, con la conduzione di Bruno e Federico Vespa, si proponeva come un confronto tra generazioni che si misurano sull'attualità, la politica, il costume e la musica.
- Radio Costanzo Show, andato in onda dal 9 settembre 2013 fino al 2 gennaio 2017, inizialmente dalle 23 all'una il lunedì, e dalla seconda stagione dalle 19 alle 21 il lunedì e il martedì. Maurizio Costanzo, insieme a Pierluigi Diaco (inizialmente affiancati da Jolanda Granato, la quale in seguito venne sostituita da Federica Gentile), proponeva ogni sera un tema con cui discutere insieme ai radioascoltatori.
- Onorevole DJ di notte, andata in onda dal 2010 al 2016, è stata la versione notturna di Onorevole DJ.
- A disposizione, programma di Pio e Amedeo, andato in onda il venerdì dalle 23 all'una, dal 2014 fino ai primi mesi del 2016, in cui il duo comico si metteva "a disposizione" degli ascoltatori, cercando di soddisfare le loro richieste.
- Radio Capitani coraggiosi, andato in onda il venerdì sera, dall'8 gennaio al 5 febbraio e il 1º aprile 2016, dalle 19 alle 21. I conduttori della trasmissione sono stati Gianni Morandi e Claudio Baglioni con la partecipazione di Angelo Baiguini. Lo scopo del programma era promuovere l'uscita del progetto Capitani coraggiosi - Il live, programmata il 5 febbraio.
- Due ganzi due ficcanaso (già Il ficcanaso e Due ganzi un ficcanaso): in onda il sabato e la domenica dalle 21 alle 24 con il solo Carletto fino al 2011. Nei primi mesi del 2011 è stato affiancato da Massimo Caputi e Stefano Bettarini, che ha abbandonato il programma dopo l'estate. Il duo formato da Carletto e Caputi è rimasto on-air fino a luglio 2013 (assieme ad Alessandra Zacchino dal gennaio dello stesso anno). Nel settembre 2013 è tornata alla conduzione, dopo la maternità, Sara Ventura che ha preso il posto di Caputi e della Zac al fianco di Carletto.
- Music Drive: in onda il sabato e la domenica dalle 13 alle 15 fino al 2012 con Carletto e Cristina Borra e poi con Alex Peroni e Giorgio Ginex. È stato sostituito dall'estate 2013 dalla versione "Weekend" di Miseria e Nobiltà.
- Noi dire Gol: è andato in onda con la Gialappa's Band che commentava le partite del mondiale di calcio in Sudafrica, del campionato europeo di calcio in Polonia e Ucraina e del mondiale di calcio in Brasile.
- Noi dire Sanremo: programma andato in onda nel 2011 e nel 2014 in occasione del Festival di Sanremo con il commento irriverente della Gialappa's Band, ai quali nell'ultimo anno di trasmissione sono stati affiancati Gigio D'Ambrosio e Laura Ghislandi.
- Onorevole DJ Signoria Vostra: programma on-air da gennaio a giugno 2014 il giovedì dalle 23 all'1 di notte, con Pierluigi Diaco (e da aprile Federica Gentile) a fare da padroni di casa per mettere in collegamento il pubblico con la parte nobiliare del programma, incarnata dal principe Emanuele Filiberto di Savoia e dal Conte Galè, per discutere sull'argomento proposto ogni settimana.
- Onorevole DJ Sindaci d'Italia: trasmissione in onda a maggio e giugno 2014, il martedì dalle 23 all'1, in cui i conduttori Pierluigi Diaco e Federica Gentile facevano compiere agli ascoltatori un viaggio tra le eccellenze del Paese con collegamenti in diretta con Sindaci e cittadini comuni.
- Alto Godimento: con Charlie Gnocchi e Joe Violanti, in onda dal 1993 al 1999.
- Attenti a noi due: con Conte Galè e Alessandro Masti e successivamente con Rita Manzo e Gianni Simioli.
- B&G: con Angelo Baiguini e Stefano Gallarini.
- Casa Sebastiani: il programma di Amadeus andato in onda nella stagione 2008-2009 il venerdì sera tra le 21 e le 24.
- Certe Notti: con Roberto Uggeri prima e Cristina Borra e Andrea De Sabato poi.
- Fede rock: con Federico l'Olandese Volante.
- Guarda che l'Una: con Fausto Terenzi e Roberto Zaino (1996) poi condotto dal solo Roberto Zaino.
- Le grandi sorelle: con Federica Cifola e Laura Jacobbi.
- Lupi Solitari: con Fernando Proce, al quale è poi subentrata Mila.
- Radio Angels: in onda nella stagione 2005-2006 con Jolanda Granato e Sara Ventura, affiancate nei primi mesi da Cristina Borra. Ogni domenica sera (21-23) gli "angeli" avevano da svolgere una missione affidata dal "capo" (proprio come le Charlie's Angels), al quale dovevano consegnare il risultato entro fine puntata. Il tutto con l'aiuto degli ascoltatori che potevano intervenire via sms.
- Sleepers: con Cristina Borra e Grant Benson.
- Protagonisti - Speciale Cinema (già Asa Nisi Masa e Radio Movie): programma del venerdì sera (19-21) dedicato alle ultime novità cinematografiche, con interviste e trailer. Condotto, come Asa Nisi Masa, da Francesca Fabbri Fellini, con Francesco Perilli (2004), Alex Peroni (2005) e Roberto Uggeri (fine gennaio - giugno 2006). Da settembre 2006 è diventato Radio Movie, condotto da Roberto Uggeri con Antonello Sarno (fino all'inizio del 2008), Giorgio Ginex (gennaio 2008 - settembre 2009), Francesca Cheyenne (ottobre 2009 - maggio 2014), Jolanda Granato (dal marzo al giugno 2014).
- Talk Radio: con Antonio Conticello, in onda nel 1995. Spin-off del programma televisivo in onda su Italia 1. Le richieste dei radioascoltatori e i loro interventi live.
- Capriccio Dance Live: alle origini con Fernando Proce e in consolle Max Alberti e Max Pagani poi sostituiti da Angelo Baiguini e in consolle Attilio Ummarino, in onda fino al 2003. Diretta dalla discoteca Il Capriccio di Arcene (BG) - Via Suardi 42. Il locale non è più in attività.
- Capriccio: da non confondere con il "Capriccio Dance Live", Capriccio era un talk show dedicato al sesso, in onda dal 1998 al 2000. Moderatore e supervisore scientifico della trasmissione era il dott. Roberto Bernorio.
- Totem: programma della domenica sera (23-1, ma originariamente 22-24) dedicato al mondo dell'esoterismo, del paranormale e dell'occulto. L'ultima puntata è andata in onda il 20 marzo 2011 pochi giorni dopo la morte di Giorgio Medail, il suo ideatore nonché conduttore fin dalla prima edizione del 1997.
- Noi Dire Goal - Euro 2020, andato in onda dall'11 giugno all'11 luglio 2021 in occasione degli Europei di calcio.
- RTL 102.5 Power Hits Estate 2021, andato in onda nell'estate 2021 dal lunedì al venerdì dalle 15 alle 17 con Fabrizio Ferrari, Matteo Campese e Paola Di Benedetto.
- RTL 102.5 Power Hits Estate 2021 - La classifica, andato in onda nell'estate 2021 il sabato e domenica dalle 15 alle 17 con Fabrizio Ferrari e Paola Di Benedetto.

### Programmazione oraria
La programmazione di RTL 102.5 segue una struttura ben precisa, che si ripete a cadenza oraria e ogni volta che inizia o termina un programma:
- a inizio ora (dopo il Giornale Orario, e un intervento parlato da parte dei conduttori della radio) vi è il Power Hit, uno spazio che propone un successo del momento;
- intorno a metà ora è presente il New Hit, in cui trova spazio un brano musicale appena uscito;
- alla fine di ogni programma c'è il Millennium Hit, in cui viene proposto un brano musicale del passato tra quelli usciti prima del 2000, solitamente degli anni sessanta, settanta e ottanta[18]
- al minuto zero di ogni ora va in onda il segnale orario, in cui viene menzionato un comune italiano;
- subito dopo il segnale orario viene trasmesso il Giornale Orario, in coda al quale va in onda ViaRadio, notiziario con gli ultimi aggiornamenti sul traffico autostradale curati da Autostrade per l'Italia. In sei edizioni va in onda il meteo: alle 6:00, alle 7:00, alle 8:00, alle 13:00, alle 19:00 e alle 20:00. Dal 2024 va in onda anche alle ore 11:00 e allora va in onda in sette edizioni.

### Iniziative

#### Tour RTL 102.5
RTL 102.5, durante il periodo estivo, intraprendeva un tour che percorre tutta l'Italia, anche in collaborazione con il Cornetto Algida; in questo caso il tour era denominato Cornetto Free Music Tour che vedeva protagonisti artisti come Noemi, Marco Carta, i Lost e molti altri ancora. Di seguito i principali artisti che ne hanno preso parte:
- 2009 - Marco Carta, Noemi, Neffa, Paolo Meneguzzi, Malika Ayane, Pacifico, Dolcenera, Nek, Paola Turci, Pooh, Negrita, Modà, Giusy Ferreri, Alessandra Amoroso e Cesare Cremonini;[20]
- 2010 - Le Vibrazioni e i Modà;
- 2011 - Luca Carboni, Subsonica, Edoardo Bennato, Dolcenera, Francesco Renga e i Modà.

#### Leggi RTL 102.5
Nell'autunno 2016 RTL 102.5 inizia una collaborazione con la casa editrice Ugo Mursia, dalla quale nasce la collana Leggi RTL 102.5.
A gennaio 2017 viene lanciato il premio RTL 102.5 e Mursia Romanzo Italiano, contest aperto a tutti i radio ascoltatori di RTL 102.5 e volto a premiare il migliore romanzo amatoriale. Gli elaborati sono stati sottoposti al Comitato di Lettura Mursia che ne ha selezionati dieci, successivamente sottoposti al Comitato di Lettura RTL 102.5 che ne ha selezionati tre, che saranno giudicati da una giuria più ristretta; il vincitore è stato inserito all'interno della collana Leggi RTL 102.5.
- 9 novembre 2016 - Conte Galé e Paolo Cavallone, Amore & Bon ton
- 12 maggio 2017 - Bianca Atzei, Ora esisti solo tu - Una storia d'amore
- 26 giugno 2017 - Elena Moretti, Quasi a casa
- 14 settembre 2017 - Stefano Mannucci, Il suono del secolo. Quando il rock ha fatto la storia
- 21 novembre 2017 - Luigi Gatti, Il Cammino del Giappone. Shikoku e gli 88 templi
- 23 marzo 2018 - Pierre Turcotte, Dietro i paraventi
- 22 maggio 2018 - Alberto Ciapparoni, A spasso per Montecitorio
- 29 ottobre 2018 - Conte Galé e Paolo Cavallone, Bon ton & the city
- 16 dicembre 2018 - Stefano Mannucci, L'Italia suonata
- 16 dicembre 2018 - Christian Cavaciuti, Blowjim
- 5 luglio 2019 - Marco Cesari, L'amico giusto
- 18 giugno 2020 - Sara Recordati, Tigri di carta

## Personale

### Conduttori attuali
- Alberto Bisi
- Ambra Angiolini
- Andrea De Sabato
- Andrea Pamparana
- Andrea Salvati
- Andrea Tuzio
- Angelo Baiguini
- Armando Piccolillo
- Barbara Foria[24]
- Barbara Sala
- Beppe Severgnini
- Carlo Elli
- Carolina Rey
- Cecilia Songini
- Charlie Gnocchi
- Conte Galè
- Davide Giacalone
- Diego Zappone
- Emanuele Carocci
- Enrico Galletti
- Fabrizio Ferrari
- Francesca Cheyenne
- Francesco Fredella
- Francesco Taranto
- Fulvio Giuliani
- Gabriele Mazza
- Gabriele Parapiglia
- Gianni Simioli
- Giorgia Surina
- Giulia Laura Abbiati
- Giusi Legrenzi
- Gli Autogol
- Jennifer Pressman
- LaMario (Mariolina Simone)
- La Zac
- Luca Viscardi
- Ludovica Marafini
- Luigi Santarelli
- Luisa Carnello
- Martina Rinelli
- Martino Migli
- Massimo Alberti
- Massimo Caputi
- Massimo Giletti
- Massimo Lo Nigro
- Matteo Campese
- Mauro Corvino
- Niccolò Giustini
- Nicoletta Deponti
- Nicolò Pompei
- Paola Di Benedetto
- Paolo Cavallone
- Paolo Pacchioni
- Sara Calogiuri
- Simone Palmieri
- Tommy Angelini
- Valentina Iannicelli
- Vanessa Grey
- Virginia Tschang

### Conduttori storici
- Alan Palmieri
- Alessandro Cattelan
- Alessandro Greco
- Alessandro Masti
- Alex Peroni
- Amadeus
- Ana Laura Ribas
- Angelo Di Benedetto
- Anna Falchi
- Antonello Sarno
- Antonio Conticello
- Antonio Gerardi
- Antonio Riscetti
- Antonio Sica
- Benedicta Boccoli
- Bruno Vespa
- Camilla Ghini
- Carletto
- Cianna
- Claudio Guerrini
- Cristina Borra
- Daniela Collu
- Daniele Bossari
- Daniele Cannata
- Davide Damiani
- Davide Scafa
- Eleonora Lorusso
- Emanuele Filiberto di Savoia
- Emilio Levi
- Fabiana Viola
- Fabio Brescia
- Fabio De Vivo
- Federica Cifola
- Federica Gentile
- Federico l'Olandese Volante
- Federico Pecchia
- Federico Vespa
- Fernando Proce
- Filippo Firli
- Francesca Fabbri Fellini
- Francesca Faggella
- Francesco Facchinetti
- Francesco Perilli
- Franco Califano
- Gabriele Sanzini
- Gialappa's Band
- Gianni Riso
- Gigio d'Ambrosio
- Gil Giunti
- Giorgio Ginex
- Gloria Gallo
- Grant Benson
- Guido Monti
- Guido Prussia
- Jody Cecchetto
- Joe Violanti
- Jolanda Granato
- José Altafini
- Laura Ghislandi
- Leonardo Re Cecconi
- Luca Dondoni
- Luca Onestini
- Mariano Pizzarelli
- Mario Vai
- Massimo Galanto
- Mauro Marino
- Manuela Boldi
- Marco Mazzoli
- Marco Predolin
- Massimo Discenza
- Massimo Oldani
- Maurizio Costanzo
- Maurizio Modica
- Max Laudadio
- Max Pagani
- Mila
- Mirko Mengozzi
- Moran Atias
- Moreno Guizzo
- Myriam Fecchi
- Nino Mazzarino
- Nino Tortorici
- Paola Minaccioni
- Paoletta
- Paul Mario Baccaglini Frank
- Pierluigi Diaco
- Pio e Amedeo
- Platinette[25]
- Raffaello Tonon
- Rajae Bezzaz
- Roberta Mangiafico
- Roberto Arditti
- Roberto Rendina
- Roberto Uggeri
- Roberto Zaino
- Rosita Celentano
- DJ Ringo
- Rita Manzo
- Rita Rusić
- Sabrina Inzaina
- Sara Ventura
- Savino Zaba
- Silvia Annicchiarico
- Sofia Santori
- Stefano Bianchini
- Stefano Gallarini
- Tony Severo
- Valeria Benatti
- Valeria Graci
- Vanessa Incontrada
- Zero Assoluto

Dal 2005 a novembre 2007 il direttore dei programmi è stato Roberto Zaino. Prima di lui, dal 1997 al febbraio 2005 lo stesso incarico era stato ricoperto da Luca Viscardi. Ora il direttore artistico è Angelo Baiguini.

### Redazione
La redazione di RTL 102.5, nata il 26 agosto 1991, è stata la prima struttura giornalistica in ordine cronologico nella storia della radiofonia privata nazionale italiana. Ha ricevuto numerosi premi e riconoscimenti per l'autorevolezza e la qualità del prodotto editoriale.
È composta da sedici giornalisti professionisti e da 60 corrispondenti dall'Italia e dall'estero e ha due redazioni, una a Milano e una a Roma.
La struttura informativa di RTL 102.5 copre, con i propri corrispondenti, la maggior parte dei capoluoghi di provincia italiani e le seguenti città estere: Londra, Parigi, Berlino, Atene, Dublino, Montecarlo, Mosca, New York, Los Angeles e Lima.
Ogni giorno realizza, in diretta 24 ore su 24, il Giornale Orario (il notiziario in onda allo scoccare di ogni ora), la trasmissione quotidiana Non stop news, gli appuntamenti della domenica L'Indignato speciale e Mai visto alla radio e Viaradio che aggiorna sulla situazione della rete autostradale di Autostrade per l'Italia (nonché anche di Strada dei Parchi e di Autostrada del Brennero), di cui la radio è diventata primo media partner privato.
Il direttore responsabile è stato Luigi Tornari, che è stato preceduto da Fabio Santini e Roberto Arditti. Dopo la sua dimissione, avvenuta il 14 giugno 2021 dopo 24 anni, la direzione della radio passa ad Ivana Faccioli, che conduce anche le altre edizioni pomeridiane, per il suo riconoscimento di vicedirettore/vicedirettrice.
La redazione di Milano è composta da:
- Alessandra Giannoli
- Andrea Salvati
- Barbara Sala
- Enrico Galletti
- Giovanni Perria
- Giusi Legrenzi
- Ivana Faccioli (direttrice)
- Jennifer Pressman
- Ludovica Marafini
- Luigi Santarelli
- Massimo Lo Nigro
- Max Viggiani (vice-caposervizio)
- Paolo Pacchioni (caporedattore)
- Raffaella Coppola
- Roberto Rendina
- Sergio Gadda

La redazione di Roma è composta da:
- Alberto Ciapparoni (caposervizio e cronista parlamentare)
- Gabriele Manzo
- Mariapaola Raiola.

Alcune trasmissioni hanno uno spazio riservato ai social network e alle tendenze del momento, il "#SocialCornerRTL1025".
In passato hanno fatto parte della redazione di RTL 102.5, tra gli altri: Gigi Cavone (dal 1991 al 2002, prima nella sede di Bergamo e poi in quella di Roma; passato a Rai Sport), Massimo Gamba, Max Pagani (passato a RDS), Valeria D'Onofrio (passata a Porta a Porta), Cecilia Primerano (ora al TG1), Roberto Uggeri (fino al 2002, ora speaker di Radio Bruno), Nicola Zanarini (fino al 2004, oggi a RMC, RMC2, Radio 105 e Virgin Radio), Stefano Caselli (fino al 2004, ora a TRC), Renata Guerrini, Aldo Preda (fino ad aprile 2005, ora direttore della redazione di R101), Pier Paolo Greco (estate 2005), Simona Volta (fino a settembre 2005), Eleonora Lorusso (da ottobre 2005 a luglio 2007, attualmente collaboratrice sempre per la redazione di RTL 102.5), Massimo Discenza (dal febbraio 1998 al febbraio 2008, poi a Sky Sport 24), Jolanda Granato (fino al 2008), Antonella Rocchi (dal 2000 al 2018)
Tra i principali corrispondenti: Orlando Ferraris (Piemonte), Michele Corti (Liguria), Giuseppe Morello (Lombardia), Fabrizio Cibin (Veneto - Friuli-Venezia Giulia), Daniela D'Angeli (Emilia-Romagna), Massimiliano Mantiloni (Toscana), Raffaella Coppola (Lazio), Espedito Pistone e Roberto Alpino (Campania), Roberto Parisi (Puglia, Molise, Abruzzo e Basilicata), Enzo Tamborra (Puglia, per RTL 102.5 segue anche la Formula 1 e la Serie B del campionato italiano di calcio), Giampaolo Latella (Calabria), Mario Previtera (Sicilia), Francesca Pierantozzi da Parigi (Francia), Stefania Coscione da Londra (Gran Bretagna), Melina Molinari - Montecarlo (Monaco), Fabio Russomando (Stati Uniti), Michele D'Ambra (America Latina) e Rino Sciarretta (Russia).